# Stay Out of the Sun
Stay Out of the Sun è un album di Bob Brookmeyer e pubblicato dalla Challenge Records nell'ottobre del 2003.
Il disco fu registrato l'8 e 9 agosto del 2003 al "Foxfire Studios" di Los Angeles in California (Stati Uniti).

## Tracce
1. If I Loved You – 6:52 (Oscar Hammerstein II, Richard Rodgers)
2. Wisful Thinking – 8:03 (Eric Von Essen, Earl Klugh)
3. Stay Out of the Sun – 6:19 (Bob Brookmeyer)
4. Longing – 6:33 (Larry Koonse)
5. Kathleen – 7:54 (Bob Brookmeyer)
6. Turtle – 7:02 (Bob Brookmeyer)
7. Janet Planet – 6:07 (Bob Brookmeyer)
8. Bruise – 8:06 (Bob Brookmeyer, Larry Koonse)
9. Blue in Green – 4:28 (Miles Davis, Bill Evans)

## Musicisti
- Bob Brookmeyer - trombone a pistoni, pianoforte
- Larry Koonse - chitarra
- Tom Warrington - contrabbasso
- Michael Stephans - batteria